# Helionidia sobrina
Helionidia sobrina är en insektsart som beskrevs av Dlabola 1979. Helionidia sobrina ingår i släktet Helionidia och familjen dvärgstritar.
Artens utbredningsområde är Saudiarabien. Inga underarter finns listade i Catalogue of Life.